# 安德爾芬根
安德爾芬根（德語：Andelfingen）是瑞士联邦苏黎世州安德尔芬根区的首府和市镇。该市镇面积为6.74平方千米，海拔高度370米，2018年12月31日人口数为2,215。

## 外部連結
- 安德尔芬根官方网站 （页面存档备份，存于） （德文）